# Устинова, Дарья Константиновна
Да́рья Константи́новна Усти́нова (род. 29 августа 1998, Каменск-Уральский, Свердловская область) — российская пловчиха, финалистка Олимпийских Игр в Рио-де-Жанейро 2016, призёр чемпионата мира 2013 года, серебряный и бронзовый призёр чемпионата Европы, многократная рекордсменка Европы среди юниоров.

## Биография
В июле 2012 года на V Международных спортивных играх «Дети Азии» в составе команды Уральского федерального округа завоевала четыре золотых медали: 100 м (на спине), 200 м (на спине), эстафета 4×100 м вольным стилем, эстафета 4×200 м вольным стилем, комплексная эстафета 4×100 м.
Приказом № 24-нг от 5 октября 2012 г. Устиновой было присвоено спортивное звание «Мастер спорта России».
В феврале 2013 года в Волгограде стала чемпионкой России на дистанции 200 метров на спине. В составе сборной Свердловской области стала вице-чемпионкой в комплексной эстафете 4×100 м.
На кубке России завоевала золото (200 м), серебро (50 м) и бронзу (100 м) в плавании на спине, установив при этом новые рекорды России среди юниоров. При этом она выиграла путёвку на чемпионат мира на дистанции 200 м на спине.
Победила на юношеском Олимпийском чемпионате в Трабзоне на дистанции 200 м на спине.
На чемпионате мира 2013 года в Барселоне Устинова в составе российской эстафетной четвёрки завоевала бронзу в комплексной эстафете 4×100 м. В индивидуальном плавании заняла 4 место на дистанции 200 м, на 50 м — 7 место, на 100 м не попала в финал.
На чемпионате мира в Казани не смогла пробиться в финал на 50 м и 100 м, а на 200 м в финале установила мировой рекорд среди юниоров, но осталась лишь 4-й с результатом 2:07,64.
Международная федерация плавания отказалась допустить спортсменку к Олимпийским играм 2016 года из-за упоминания её имени в Докладе Макларена, но позднее Спортивный арбитражный суд (CAS) полностью оправдал Устинову. В результате на 200 м на спине она заняла 4-е место с результатом 2:07,89, уступив 0,35 бронзовой медалистке Хилари Кэлдуэлл. На 100 м не смогла пробиться в полуфинал.
На чемпионате мира 2017 года на 100 м на спине смогла пробиться в финал, где заняла 6-е место с результатом 59,50. На 50 м не вышла в полуфинал, а на 200 м